# Рио-Ортега, Пио дель
Пио дель Рио-Ортега — испанский нейробиолог, открывший микроглию. После Рамона-и-Кахаля это самая выдающаяся фигура испанской гистологической школы.

## Биография
Родился в Портильо, в местности неподалеку от Вальядолида, 1 мая 1882 года. Обучался медицине на факультете медицины этого города, где среди его преподавателей был гистолог Леопольдо Лопеc Гарсия. В отличие от своих компаньонов, которые по завершении обучения гистологии и патологической анатомии сконцетрировались на практике, Рио-Ортега продолжил работу в лаборатории гистологии вплоть до завершения карьеры.
Несмотря на почти отсутствующий интерес к практической медицине, Ортега получил должность главного врача в своём родном городе с 1907 года. Там он вел медицинскую практику в течение трёх лет. В 1909 году отправился в Мадрид, чтобы получить докторскую степень, защитив диссертацию на тему «Причины и патологическая анатомия опухолей головного мозга», которая основывалась на 15 случаях, из которых он собрал подробные макро- и микроскопические наблюдения. После он оставил медицинскую практику.
Получив грант от Совета прикладных исследований в 1913 году, Пио дель Рио-Ортега начал обучаться в разных университетах, в числе которых были университеты Лондона и Парижа. Вернулся в Испанию в 1915 году для работы в Лаборатории нормальной и патологической гистологии, которую основал Совет. Вместе с ним работал гистолог Николас Ачукарро, который очень повлиял на Ортегу с точки зрения медицинской практики. Ачукарро был заведующим лаборатории вплоть до своей смерти в 1918 году.
В 1928 году Пио дель Рио-Ортега был также назначен главой секции научных исследований Национального института рака, которым управлял в течение трёх лет.
Рио-Ортега работал с техникой танинов и серебра, разработанной Ачукарро, создав ещё четыре различных варианта. Впоследствии он разработал метод аммиачного раствора карбоната серебра, чтобы лучше исследовать нейроглию. Таким образом он смог изменить представления о ней. Он предполагал, что существует два типа астроцитов: протоплазматические и фибриллярные. Также были известны некоторые структуры, которые Рамон-и-Кахаль окрестил как «glía adendrítica» («глия адендритика»). Ортега же предложил различать в них два цитологических вида: микроглию и олигодендроглию.
Со временем он завершил исследование этой темы, которая принесла ему международное признание и заслуги в различных американских и европейских научных учреждениях.
Несколько известных персон, например, Уайлдер Пенфилд, прибыли в Мадрид, чтобы учиться в его лаборатории.
Имя Рио-Ортега стало упоминаться в специализированной литературе по всему миру. В одном из справочников, написанной немцами А. Мецем и Хьюго Шпатцем, вводится термин «клетки Ортега» для обозначения микроглии, что быстро было принято в научном сообществе.
Рио-Ортега также работал над изучением эпифиза, больше опираясь на проведённые работы Ачукарро и Хосе Мигеля Сакристана. Ещё одна область его открытий, которой он посвятил свои исследования — развитие опухолей в нервной системе. Одна из наиболее важных работ по этой теме была посвящена изучению глиомы и параганглиомы, которые были опубликованы в журнале «Испанские архивы онкологии».
Почти сразу после начала гражданской войны в Испании в 1936 году, Рио-Ортега переехал в Париж. Там он работал в службе нейрохирургии при Госпитале Сальпетриер. Затем он отправился в Оксфорд для сотрудничества с нейрохирургом Хью Кэрнсом.
В 1940 был приглашён на работу в Культурный институт Испании в Буэнос-Айресе; здесь он возглавлял лабораторию гистологии и гистопатологии. В это время он продемонстрировал нейрогенный характер спутниковых клеток, которые покрывают поверхность тела нервных клеток.
Основал журнал «Архивы нормальной и патологической Гистологии», где опубликовал свои последние работы.
Умер в Буэнос-Айресе в 1945 году 1 июня от злокачественной неоплазмы.